# Keiichi Suzuki
Keiichi Suzuki (鈴木 慶一, Suzuki Keiichi, nascido em 28 de agosto de 1951) é um musicista, cantor e produtor musical japonês que foi um dos fundadores dos Moonriders, um grupo que se tornou uma das mais inovadoras bandas de rock do Japão. Ele é mais conhecido entre audiências não-japonesas por suas contribuições para os videogames Mother (1989) e EarthBound (1994), ambos os quais foram lançados com diversas trilhas sonoras. Mais recentemente, ele compôs trilhas para filmes, incluindo The Blind Swordsman: Zatōichi (2003), Tokyo Godfathers (2003), Uzumaki (2000), Chicken Heart (2009), assim como a trilogia Outrage de Takeshi Kitano.

## Carreira
Suzuki nasceu em Tóquio, no Japão, é filho do ator Akio Suzuki e tem um irmão mais novo chamado Hirobumi Suzuki. No começo da década de 1970, Keiichi se envolveu com a banda japonesa Hachimitsu Pie, que lançou um álbum em 1973. Mais tarde na década de 1970, Suzuki atuou como líder ocasional e cantor regular dos Moonriders — o primeiro álbum do grupo foi, de fato, creditado a "Keiichi e os Moonriders". A banda incluía seu irmão Hirobumi no baixo. Depois, ele colaborou com o co-fundador da banda Yellow Magic Orchestra, Yukihiro Takahashi, no duo The Beatniks. Também foi membro do trio Three Blind Moses.
Como ator, Suzuki apareceu em filmes dos anos 1980, como Body Drop Asphalt, Swallowtail de Shunji Iwai e Love Letter, assim como outros filmes entre o fim de 1990s e começo dos anos 2000.
Em 1989, Suzuki coescreveu a trilha sonora para o videogame Mother. Em 1994, ele escreveria mais músicas para EarthBound, a continuação de Mother. Alguns anos depois de EarthBound, Suzuki providenciou música para o audio game Real Sound: Kaze no Regret.
Sua canção "Satellite Serenade" foi remixada pela banda The Orb e mais tarde foi apresentada no álbum Northern Exposure de [[Sasha & Digweed e na compilação Auntie Aubrey's Excursions Beyond the Call of Duty de The Orb.
Em fevereiro de 2008, Suzuki lançou um novo álbum solo, Captain Hate & First Mate Love, em colaboração com Keiichi Sokabe, com quem fez uma turnê ao final da primavera de 2008. O álbum de continuação, Pirate Radio Seasick, surgiu em 2009, e a terceira parte, In Retrospect, em janeiro de 2011.

## Influências
Suzuki citou John Lennon de The Beatles, The Beach Boys, Andy Partridge de XTC, Godley & Creme, Miklós Rózsa e Harry Nilsson como influências, particularmente nas músicas que compôs para a série Mother.

## Discografia

### Álbuns de estúdio
- (火の玉ボーイ) (1976, Keiichi Suzuki e os Moonriders)
- S.F. (1978), (宇宙からの物体X)
- (Suzuki白書)(1991)
- Tokyo Taro Is Living in Tokyo (1993, 東京太郎名義)
- Satelliteserenade(1994) – suzuki K1 >> 7.5cc名義
- Yes, Paradise, Yes | M.R.B.S.(1999) – suzuki K1 >> 7.5cc名義
- No.9(2004) – com Moonriders
- (ヘイト船長とラヴ航海士)(2008)
- (シーシック・セイラーズ登場!)(2009)
- Keiichi Suzuki: Music for Films and Games(2010、サウンドトラック集)
- Mother Music Revisited (2021)

### Videogames
| Título                                       | Notas                                                |
| -------------------------------------------- | ---------------------------------------------------- |
| Mother                                       | com Hirokazu Tanaka                                  |
| EarthBound                                   | com Hirokazu Tanaka, Hiroshi Kanazu e Toshiyuki Ueno |
| Real Sound: Kaze no Regret                   |                                                      |
| Mother 1+2                                   | com Hirokazu Tanaka, Hiroshi Kanazu e Toshiyuki Ueno |
| Super Smash Bros. Brawl                      | Supervisor de game original                          |
| Super Smash Bros. for Nintendo 3DS and Wii U | Supervisor de game original                          |
| Super Smash Bros. Ultimate                   | Supervisor de game original                          |

## Filmografia
- Swallowtail Butterfly (1996)
- His (2020)
- Last Letter (2020)[3]
- Oliver na Inu, (Gosh!!) Kono Yarō (2021, minissérie para televisão)[4]